# 日本水道工業団体連合会
一般社団法人日本水道工業団体連合会（にほんすいどうこうぎょうだんたいれんごうかい）は、上水道・工業用水道・下水道の各事業に技術と製品、 ノウハウを提供する企業の活動を側面から支援している一般社団法人。略称は水団連。

## 本部所在地
- 〒102-0074 東京都千代田区九段南四丁目8番9号

## 組織

### 会長・副会長
- 2023年6月2日現在の会長、副会長は以下のとおり[1]
  - 会長 – 北尾裕一 (クボタ)
  - 副会長 – 村上雅亮 (NJS)
  - 副会長 – 串田守可 (栗本鐵工所)
  - 副会長 – 関口真澄 (JFEエンジニアリング)
  - 副会長 – 古川徹 (水道機工)
  - 副会長 – 中川哲志 (水ing)
  - 副会長 – 鈴木仁 (大成機工)
  - 副会長 – 鷹取啓太 (月島JFEアクアソリューション)
  - 副会長 – 石井敦 (日立製作所)
  - 副会長 – 宮川多正 (前澤工業)
  - 副会長 – 山口賢二 (メタウォーター)

### 所属協会
- 2023年6月2日現在、理事を輩出する協会は以下のとおり
- 塩化ビニル管･継手協会
- 水道バルブ工業会
- 全国管工事業協同組合連合会
- 全国上下水道コンサルタント協会
- 日本水道鋼管協会
- 日本ダクタイル異形管工業会
- 日本ダクタイル鉄管協会
- 配水用ポリエチレンパイプシステム協会

## 主な事業

### 展示会の主催
- 日本水道協会の総会等に合わせて年１回開催している。2012年までは同協会研究発表会の併催を含め年２回開催であった。 新型コロナウイルス感染症が流行した2020年は開催されず、2021年はWEB開催となった[2]。

| 年     | 開催都市             | 会場                       | 備考               |
| ------ | -------------------- | -------------------------- | ------------------ |
| 2023年 | 東京都江東区         | 東京ビッグサイト           | 101回総会併催      |
| 2022年 | 愛知県名古屋市       | ポートメッセなごや         | 99回総会併催       |
| 2021年 | 宮城県仙台市         | オンライン                 | WEB開催            |
| 2019年 | 北海道函館市         | 函館アリーナ               | 95回総会併催       |
| 2018年 | 福岡県福岡市         | マリンメッセ福岡           | 93回総会併催       |
| 2017年 | 香川県高松市         | 高松シンボルタワー北側広場 | 91回総会併催       |
| 2016年 | 京都府京都市         | 京都市勧業館               | 89回総会併催       |
| 2015年 | 埼玉県さいたま市     | さいたまスーパーアリーナ   | 87回総会併催       |
| 2014年 | 愛知県名古屋市       | ポートメッセなごや         | 85回総会併催       |
| 2013年 | 福島県郡山市         | ビッグパレットふくしま     | 83回総会併催       |
| 2012年 | 北海道旭川市         | 旭川大雪アリーナ           | 81回総会併催       |
| 2012年 | 島根県松江市         | 島根県立産業交流会館       | 63回研究発表会併催 |
| 2011年 | 福岡県北九州市       | 西日本総合展示場           | 80回総会併催       |
| 2011年 | 大阪府大阪市         | 大阪国際交流センター       | 62回研究発表会併催 |
| 2010年 | 愛媛県松山市         | 愛媛県武道館               | 79回総会併催       |
| 2010年 | 新潟県新潟市         | 朱鷺メッセ                 | 61回研究発表会併催 |
| 2009年 | 大阪府堺市           | 金岡公園                   | 78回総会併催       |
| 2009年 | さいたま県さいたま市 | 大宮ソニックシティ         | 60回研究発表会併催 |
| 2008年 | 愛知県名古屋市       | ポートメッセなごや         | 77回総会併催       |
| 2008年 | 宮城県仙台市         |                            | 59回研究発表会併催 |
| 2007年 | 神奈川県横浜市       | パシフィコ横浜             | 76回総会併催       |
| 2007年 | 北海道釧路市         | 釧路市観光国際交流センター | 58回研究発表会併催 |
| 2006年 | 秋田県秋田市         | 秋田県立武道館             | 75回総会併催       |
| 2006年 | 長崎県長崎市         | 長崎ブリックホール         | 57回研究発表会併催 |
| 2005年 | 北海道札幌市         | 札幌コンベンションセンター | 74回総会併催       |
| 2005年 | 鳥取県米子市         | 米子コンベンションセンター | 56回研究発表会併催 |
| 2004年 | 熊本県熊本市         | グランメッセ熊本           | 73回総会併催       |
| 2004年 | 京都府京都市         | 京都国際会館               | 55回研究発表会併催 |
| 2003年 | 岡山県岡山市         | 岡山ドーム                 | 72回総会併催       |
| 2003年 | 愛知県名古屋市       | 名古屋国際会議場           | 54回研究発表会併催 |
| 2002年 | 兵庫県神戸市         | 神戸国際会議場             | 71回総会併催       |
| 2002年 | 群馬県前橋市         | グリーンドーム前橋         | 53回研究発表会併催 |
| 2001年 | 長野県長野市         | ビッグハット               | 70回総会併催       |
| 2001年 | 岩手県盛岡市         | マリオス                   | 52回研究発表会併催 |
| 2000年 | 千葉県千葉市         | 幕張メッセ                 | 69回総会併催       |
| 2000年 | 北海道苫小牧市       | グランドホテルニュー王子   | 51回研究発表会併催 |

### 要望運動
- 国土交通省、厚生労働省、総務省、日本水道協会などに要望活動を行っている[3][4][5]。

## 主な発行図書
- 『季刊　水団連』‐最新の同団体の活動を紹介すると同時に、官民のさまざまな識者からの寄稿で、日本の水道事業の「今」を伝える。年に4回発行[6]